# Perbesi
Perbesi is een bestuurslaag in het regentschap Karo van de provincie Noord-Sumatra, Indonesië. Perbesi telt 2741 inwoners (volkstelling 2010).